# セレニティー:平穏の海
『セレニティー:平穏の海』（原題：Serenity）は、2019年にアメリカ合衆国で公開されたスリラー映画である。監督はスティーヴン・ナイト、主演はマシュー・マコノヒーが務めた。

## 概略
ベイカー・ディルは漁師として平穏な生活を送っていた。そんなある日、元妻のカレンがベイカーの下を訪ねてきた。カレンは「夫が私と息子のパトリックに暴力を振るってくる。夫を殺すのを手伝って欲しい」とベイカーに頼み込んできた。その頼みを断り切れなかったベイカーだったが、予想だにしない展開が待ち受けていた。ベイカーは自分が生きている世界の真実を知ってしまったのである。

## キャスト
※括弧内は日本語吹替
- ベイカー・ディル - マシュー・マコノヒー（小原雅人）

カリブ海の島で漁師として暮らす男。
- カレン・ザリアカス - アン・ハサウェイ（小松由佳）

ベイカーの元妻。
- コンスタンス - ダイアン・レイン（浅野まゆみ）
- フランク・ザリアカス - ジェイソン・クラーク（広瀬彰勇）

カレンの再婚相手。
- デューク - ジャイモン・フンスー（斉藤次郎）
- リード・ミラー - ジェレミー・ストロング（関俊彦）
- パトリック - ラファエル・サーイグ（佐藤美由希）

カレンの息子。

## 製作
2017年1月28日、スティーヴン・ナイト監督の新作映画にマシュー・マコノヒーとアン・ハサウェイが出演することになったとの報道があった。4月18日、ジェイソン・クラークが本作の出演交渉に臨んでいると報じられた。5月10日、ユマ・サーマンとジャイモン・フンスーがキャスト入りした。7月、本作の主要撮影がモーリシャスで始まると共に、ジェイソン・クラーク、ジェレミー・ストロング、ダイアン・レインの出演が決まった。なお、レインはスケジュールの都合で降板したサーマンの代役である。

## 公開・マーケティング
2018年2月、アヴィロン・ピクチャーズが本作の全米配給権を獲得した。6月7日、本作のオフィシャル・トレイラーが公開された。
当初、本作は2018年9月28日に全米公開される予定だったが、後に公開日は2018年10月19日→2019年1月25日と延期された。
アメリカ以外の日本を含む複数国での配給権はNetflixに売却され、2019年3月8日から配信された。
配給元のアヴィロン・ピクチャーズはテストスクリーニングでの酷評を受け、本作のプロモーション活動を最低限に留めることにした。マシュー・マコノヒーとアン・ハサウェイはこの決断を下した配給元の不誠実さに激怒したと報じられている。2人によると、アヴィロンは全米2500館規模で公開される映画と同等のプロモーション活動を行うと通告しており、2人はそのためにスケジュールを空けていたのだという。プロモーション活動をキャンセルするなら早めに連絡されて然るべきであるにも拘わらず、アヴィロンが2人にキャンセルを通達したのは、2人がロサンゼルス行きの飛行機に乗る直前だった。

## 興行収入
本作は『クエスト・オブ・キング 魔法使いと4人の騎士』と同じ週に封切られ、公開初週末に500万ドル前後を稼ぎ出すと予想されていたが、その予想は的中した。2019年1月25日、本作は全米2561館で公開され、公開初週末に441万ドルを稼ぎ出し、週末興行収入ランキング初登場8位となった。

## 評価
本作は批評家から酷評されており、批判の矛先は結末部のどんでん返しに集中しているが、その酷さが本作にカルト映画としての価値をもたらしているという指摘もある。映画批評集積サイトのRotten Tomatoesには94件のレビューがあり、批評家支持率は22%、平均点は10点満点で4点となっている。サイト側による批評家の見解の要約は「どんでん返しのある単純なミステリ映画である。『セレニティー:平穏の海』の冒頭部を見た者は「面白そうだ」とか「手際が良さそうだ」などと思うだろうが、同作はそのような作品とはほど遠いものである。」となっている。また、Metacriticには33件のレビューがあり、加重平均値は38/100となっている。なお、本作のCinemaScoreはD+となっている。
本作での演技によって、マシュー・マコノヒーが第40回ゴールデンラズベリー賞の最低主演男優賞に、アン・ハサウェイが最低主演女優賞にノミネートされたが（後者は『ザ・ハッスル』での演技も含めたノミネート）、受賞には至らなかった。